# Liter
Liter, förkortat l, L eller ℓ, är en metrisk volymenhet som är definierad som ett specialnamn för en kubikdecimeter (dm3). I det internationella måttenhetssystemet är liter inte en strikt SI-enhet, utan räknas som en tilläggsenhet. SI-enheten för volym är istället kubikmeter (m3). Liter kan dock ändå användas tillsammans med vissa SI-prefix. 1 liter vatten med temperaturen 3,98 grader Celsius väger nästan exakt 1 kg (eller 0,999 973 kg vid atmosfärstryck).
Liter betecknas med den gemena bokstaven l, men eftersom denna ofta förväxlas med siffran 1 godkänns sedan 1979 inom vissa områden – bland annat medicinsk vetenskap – även användandet av versalt L, trots att detta bruk går emot SI-konventionen att endast använda versaler för enheter baserade på egennamn. Det är även vanligt att använda ℓ (gemena L i skrivstil, Unicode U+2113) för att lättare skilja förkortningen av enheten från siffran 1, men bara när liter är utan prefix.

## Definition
En liter definieras som ett specialnamn för en kubikdecimeter (1 liter = 1 dm3). Alltså är en liter exakt 0,001 m3 ≡ 1000 cm3, och 1000 liter ≡ 1 m3.

## Historik
Ordet "liter" kommer från franskans litre av medeltida latinets litra, som i sin tur är härlett ur grekiskans litra, det vill säga viktenheten pund.
Litern introducerades i Frankrike 1795, och definierades ursprungligen som 1 dm3 eller 0,001 m3. År 1901 ändrades detta vid den tredje Allmänna konferensen för mått och vikt (CGPM), och därefter definierades liter som volymen av ett kilogram rent vatten vid dess maximala densitet (3,98 °C) och 1 atmosfärs tryck. Under den här tiden motsvarade en liter omkring 1,000028 dm3. År 1964 beslutade den tolfte CGPM-konferensen att överge denna definition, och den ursprungliga definitionen om 1 liter = 1 dm3 = 0,001 m3 återinfördes.
År 1878 beslutade Sveriges riksdag att reformera de gamla svenska enheterna för mått och vikt. Detta skulle genomföras under en tioårig övergångsperiod 1879–1888, och i samband med detta kom litern i bruk i Sverige.

## Prefixenheter
Trots att liter inte är en officiell SI-enhet, kan SI-prefix användas tillsammans med enheten. Kombinationerna nedan är vanliga för mindre volymer. För stora volymer använder man inte prefixkombinationer av liter, utan m3 (kubikmeter).

### Hektoliter
En hektoliter (hl) är lika med 100 liter. Enheten användes tidigare främst för kol och koks avsedd för uppvärmning, men används än idag vid bland annat öl- och vinproduktion.

### Deciliter
En deciliter (dl) är lika med en tiondels liter (0,1 ℓ), vilket ungefär motsvarar en halv kopp eller tre fjärdedels kaffekopp. En svensk stor stark består nuförtiden av ungefär 4 dl öl. En vanlig (mindre) flaska läsk rymmer 3,3 dl eller 5 dl. 1 liter = 10 deciliter. En kub där kanterna är 4,64 cm långa rymmer 1 dl (100 cm³).

### Centiliter
En centiliter (cl) är en hundradels liter (0,01 ℓ). Spritdrycker brukar serveras i volymer om 4 cl. En vanlig läskflaska eller läskburk rymmer 33 cl. 1 deciliter = 10 centiliter. En kub där kanterna är 2,15 cm långa rymmer 1 cl (10 cm³).

### Milliliter
En milliliter (ml) är en tusendels liter (0,001 ℓ), en kubikcentimeter (1 cm³). En ml vatten väger 1 gram. Enheten ml är vanlig inom medicin. I recept används 1 kryddmått som synonym för en milliliter. 1 centiliter = 10 milliliter.

### Mikroliter
En mikroliter (µl) är en miljondels liter, 10-6 ℓ = 10-9 m3 = 1 mm3, alltså en kubikmillimeter.